# Hummus

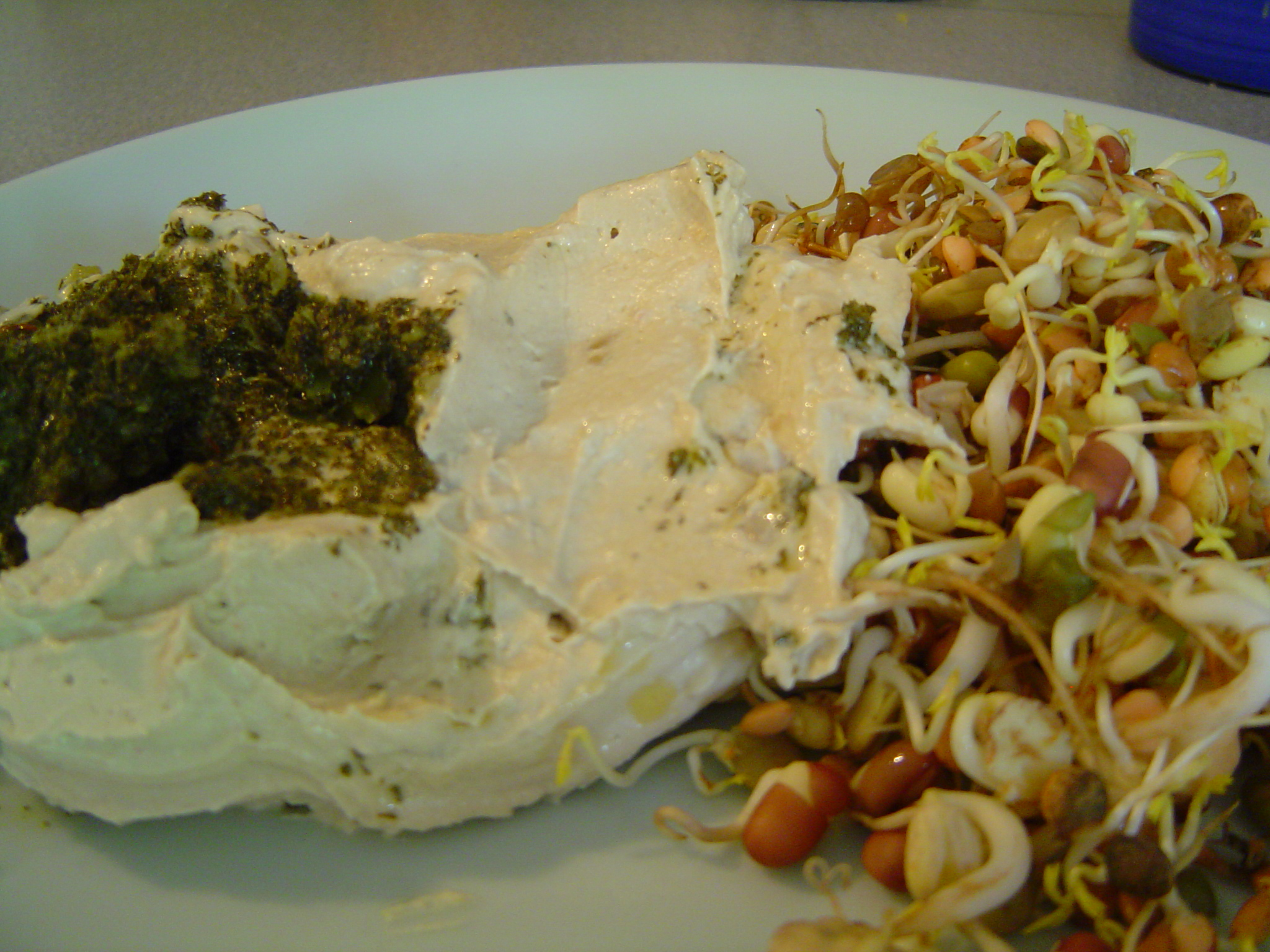
Germogli di soia e hummus

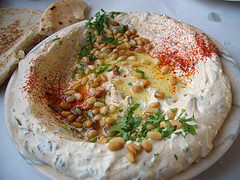
Hummus con pinoli tostati e olio d'oliva

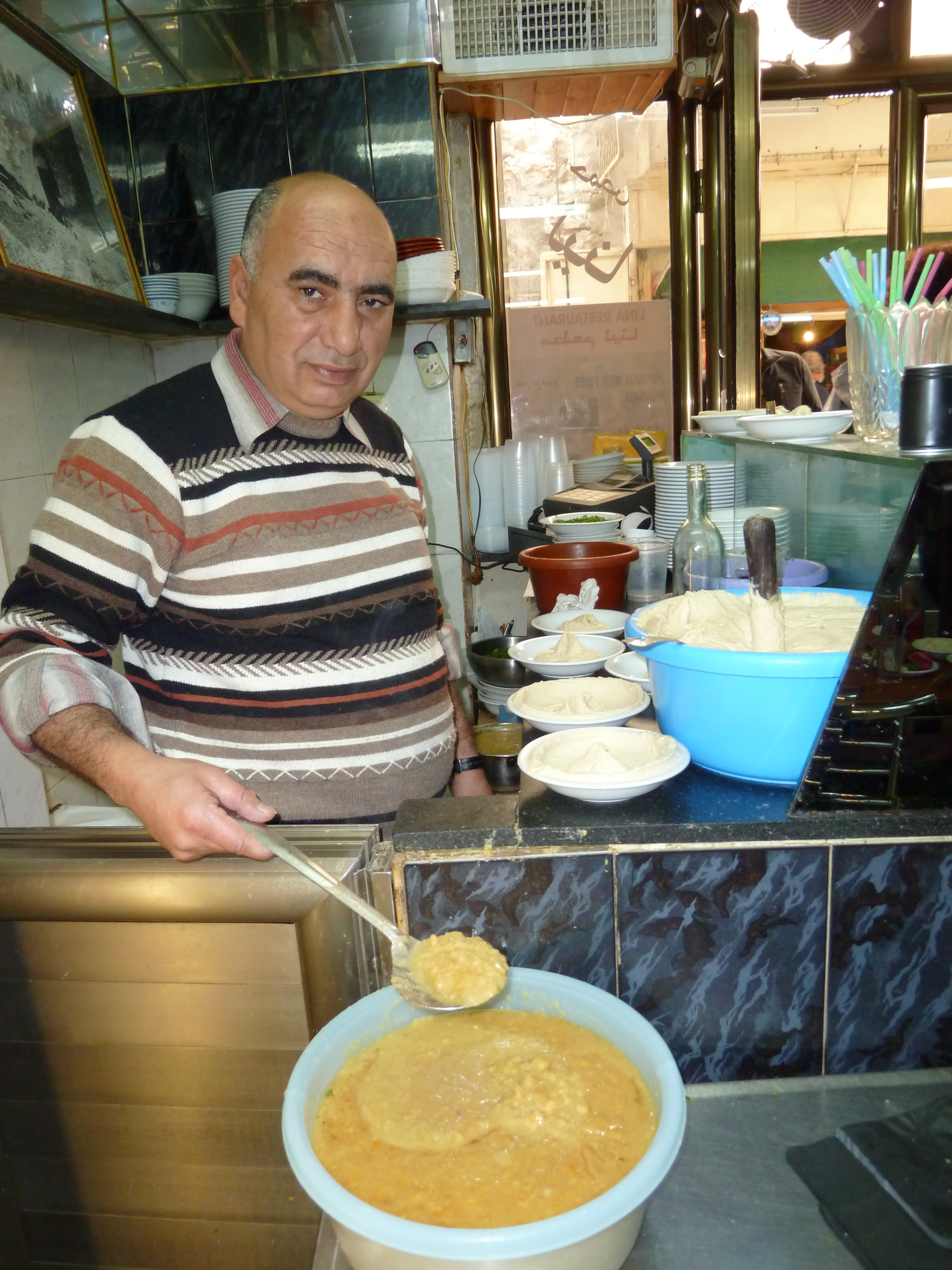
Rivenditore di hummus a Gerusalemme

L'hummus (in arabo حمص‎?, scritto anche houmous e humous) è una salsa tipica del Medio Oriente a base di pasta di ceci e tahina, aromatizzata con olio di oliva, aglio, succo di limone e paprica, semi di cumino in polvere e prezzemolo finemente tritato.

## Origini
L'hummus è originario del Medio Oriente, dove è diffusa la coltivazione dei ceci.
La prima menzione risale in un manoscritto del XIII secolo attribuito allo storico di Aleppo Ibn al-Adeem. 
Altre ricette che assomigliano al hummus bi tahina sono attestate nel XIII secolo al Cairo.
La paternità dell'hummus è oggi fonte di diatribe tra i paesi arabi (in particolare Libano e Palestina) da una parte e Israele dall'altra; i primi accusano infatti gli israeliani di appropriazione culturale.

## Diffusione
È oggi ampiamente diffuso nella cucina mediorientale, in particolare nella cucina levantina, dove è considerato un alimento base e viene servito insieme alla pita e ai falafel.
In Turchia, Grecia e Cipro l'hummus viene servito come meze. In Occidente viene spesso venduto confezionato nelle grandi catene di distribuzione.